# ریچی
ریچی، روستایی خوش آب وهوا از توابع بخش ارژن شهرستان شیراز در استان فارس ایران است. این روستا در فاصله چهل کیلومتری از جنوب غربی شیراز واقع شده است.
این روستا در دهستان کوهمره سرخی بخش ارژن قرار دارد. آب شرب این روستا از چشمه‌ای واقع در دره ده کهنه تأمین می‌شود. از نظر تقسیمات سیاسی ریچی مرکز دهستان کوهمره سرخی محسوب می‌شود.

## مردم‌شناسی

### جمعیت
براساس سرشماری مرکز آمار ایران در سال ۱۳۸۵، جمعیت آن ۴۳۹ نفر (۹۵خانوار) بوده است و همچنین مطابق سرشماری ۱۳۹۵ جمعیت روستا ۲۷۲ نفر شامل ۸۲ خانوار بوده است. امروز بخشی از جمعیت در روستا مانده و بقیه به شیراز مهاجرت کرده‌اند.

### گویش
مردم ریچی به گویش ریچی از زبان لری جنوبی صحبت می‌کنند. عدادی از اهالی که به آغوون معروفند، از طایفه آقائی کهگیلویه و بویراحمد هستند که به دلیل اختلافات قومی از آنجا کوچ کرده و به نقطه‌ای از کوهمره سرخی به نام تنگِ بِنگِر آمده و ساکن شده‌اند.